# Musée des arts de Chine
Le musée des arts de Chine (chinois : 中华艺术宫 ; pinyin : zhōnghuá yìshù gōng)est un musée consacré à l'art moderne à Shanghai. Il est situé dans l'ancien pavillon de la Chine à l'exposition universelle de 2010. Il est issu du musée des beaux-arts de Shanghai. Il aurait accueilli 2 millions de visiteurs lors de son année d'ouverture.

## Expositions
Le musée possède une collection d'environ 14 000 œuvres, principalement d'art chinois moderne.

### Origine de l'art moderne et contemporain chinois
« Le clair de lune se lève sur la mer - l'origine de l'art moderne et contemporain chinois » (海上生明月-中国近现代美术之源) est une exposition permanente qui retrace l'évolution de l'art chinois contemporain et moderne, à commencer par l'école de Shanghai à la fin de la dynastie Qing. Elle se divise en trois périodes (Qing, la République de Chine et la République Populaire de Chine) et dix unités, sur deux étages avec plus de 6 000 œuvres d'art. L'exposition est organisée par Lu Fusheng (卢辅圣).

### Peintres chinois modernes célèbres
L'Exposition des Peintres Célèbres (名家艺术陈列专馆) est une exposition permanente qui met en valeur des œuvres de certains des plus célèbres artistes chinois modernes. La première phase comprend les œuvres de sept artistes: He Tianjian (zh), Xie Zhiliu (zh) et Cheng Shifa de l'école de Shanghai, Lin Fengmian, Guan Liang (zh) et Wu Guanzhong, pionniers de la fusion des styles d'art chinois et occidentaux, et Hua Tianyou (zh), l'un des fondateurs de la sculpture chinoise moderne.

### Art mettant en valeur l'histoire et la culture de Shanghai
Cette exposition présente des œuvres d'art créées pour un projet gouvernemental qui encourage le développement d' œuvres d'art mettant en valeur l'histoire et la culture de Shanghai. Les thèmes incluent les personnes, les événements historiques, les coutumes folkloriques, et l'architecture. Le projet a duré trois ans, de 2010 à 2013.

### Expositions temporaires
Le musée accueille fréquemment des expositions à thème. Dans sa première année de fonctionnement, il a accueilli plus d'une douzaine d'expositions spéciales, y compris l'art taïwanais, la deuxième exposition de Photographie de Shanghai, et une collection d'œuvres de Gustave Courbet et Jean-François Millet prêtées par le Musée d'Orsay de Paris.

## Galerie

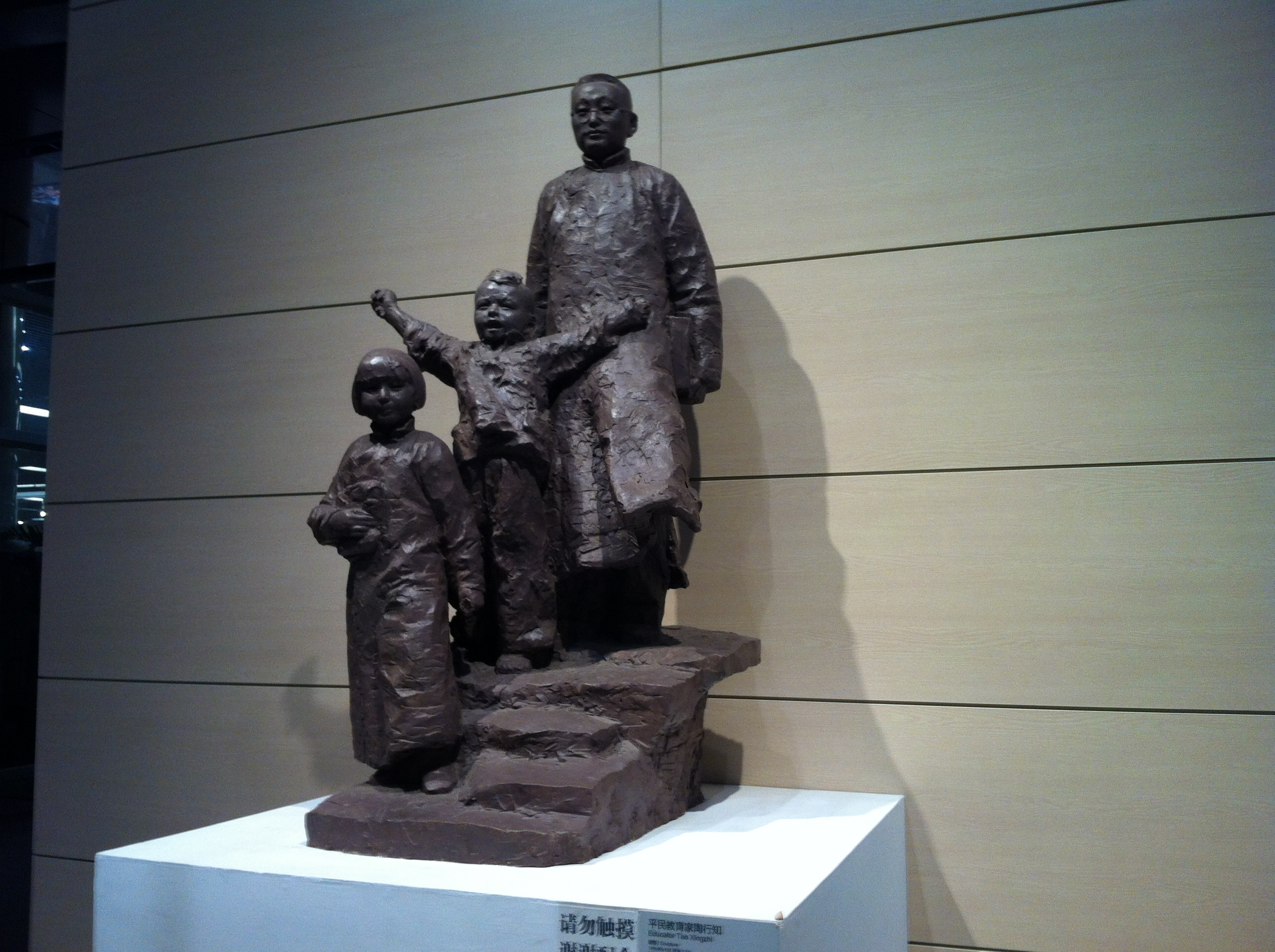
sculpture de Tao Xingzhi
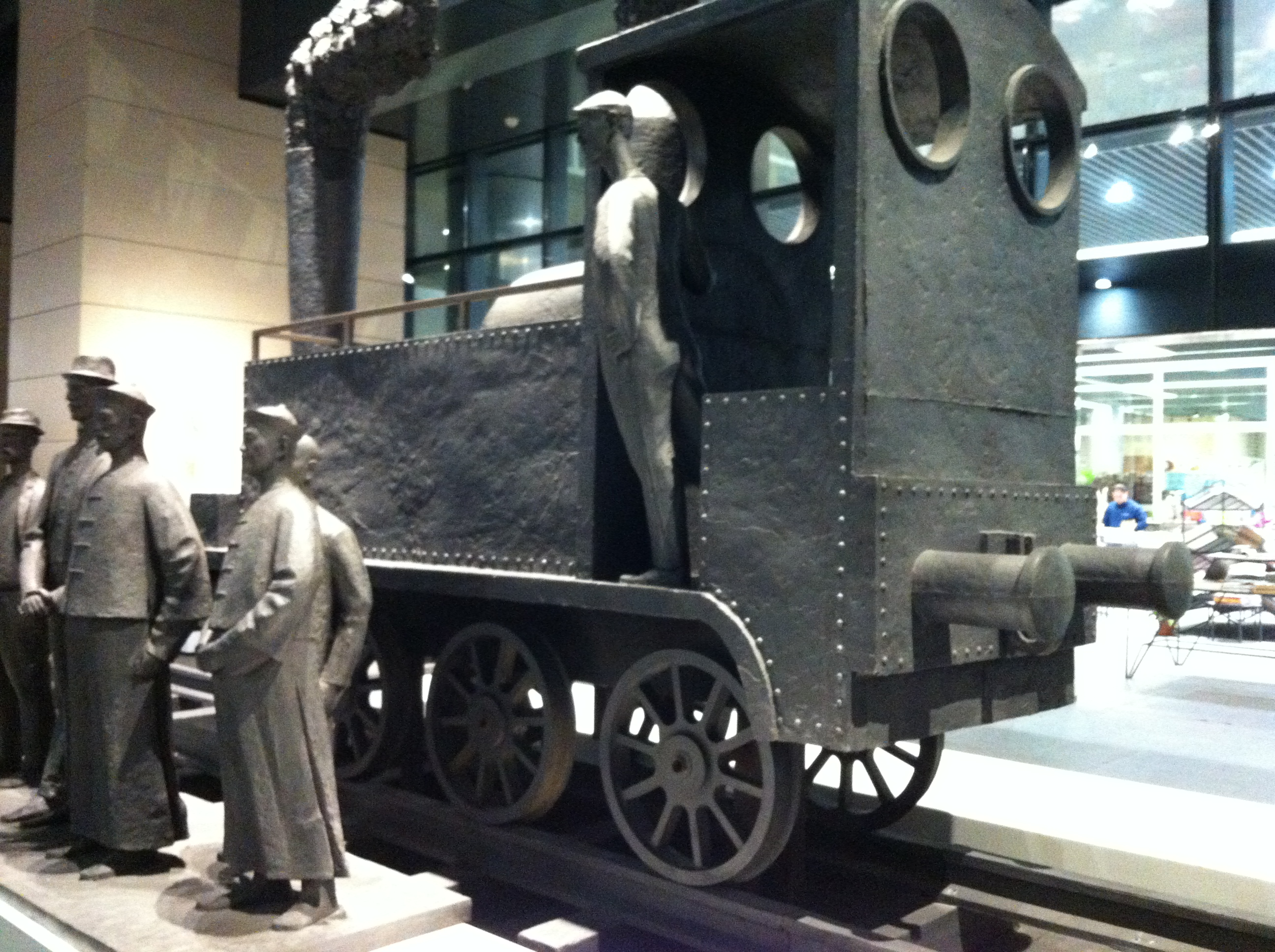
une sculpture de train
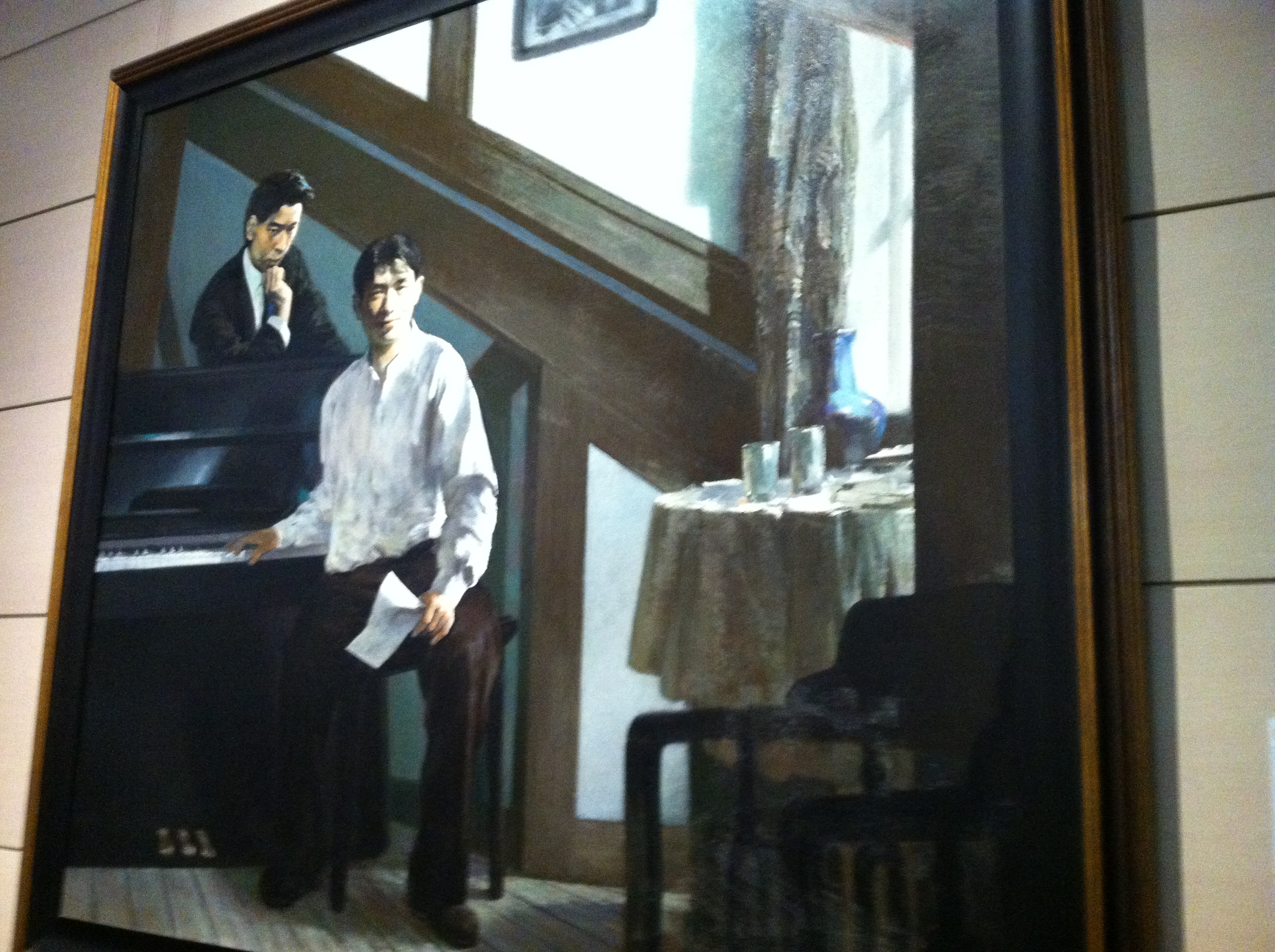
Nie Er et Tian Han, peinture à l'huile
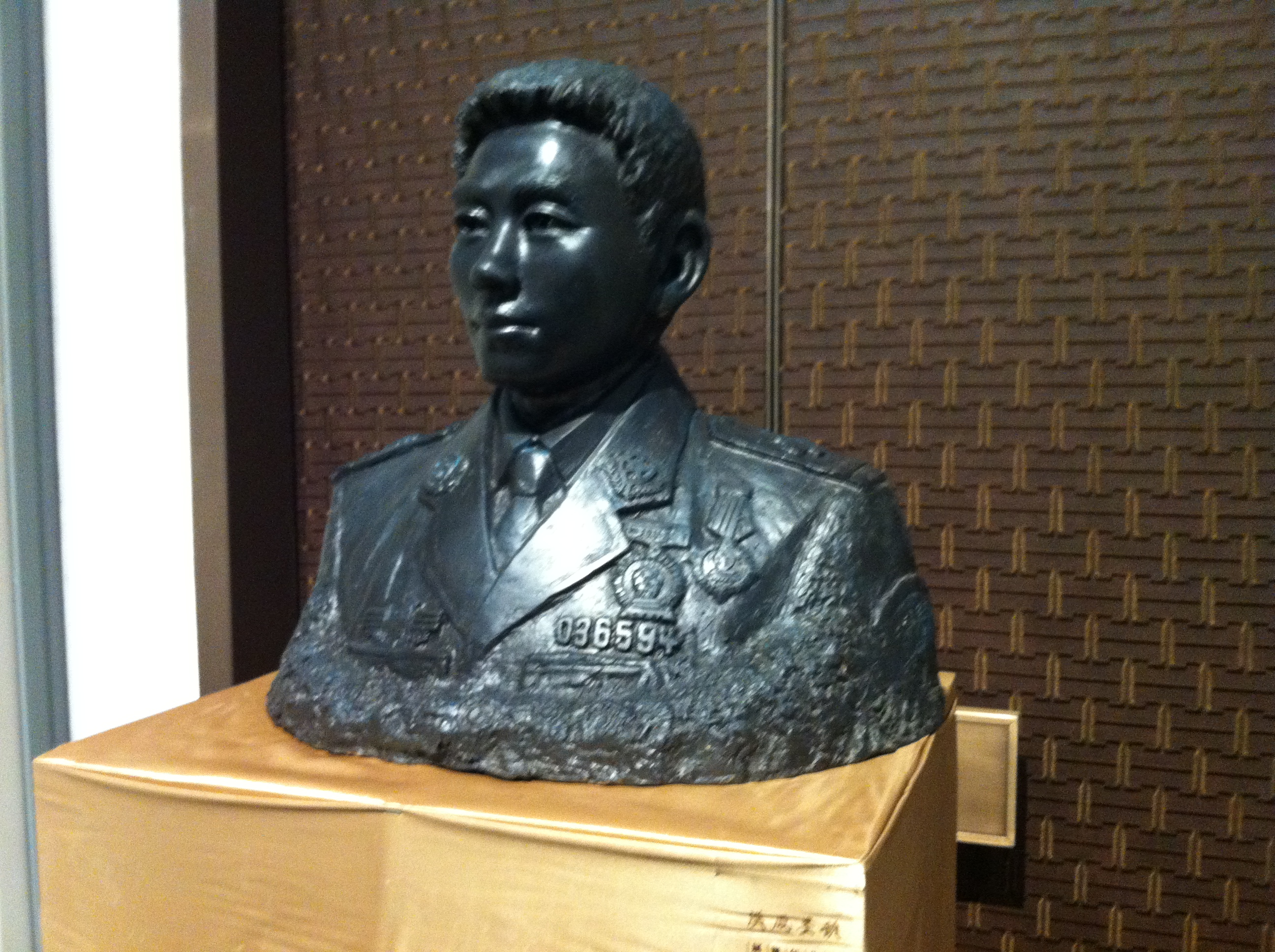
une sculpture de policier
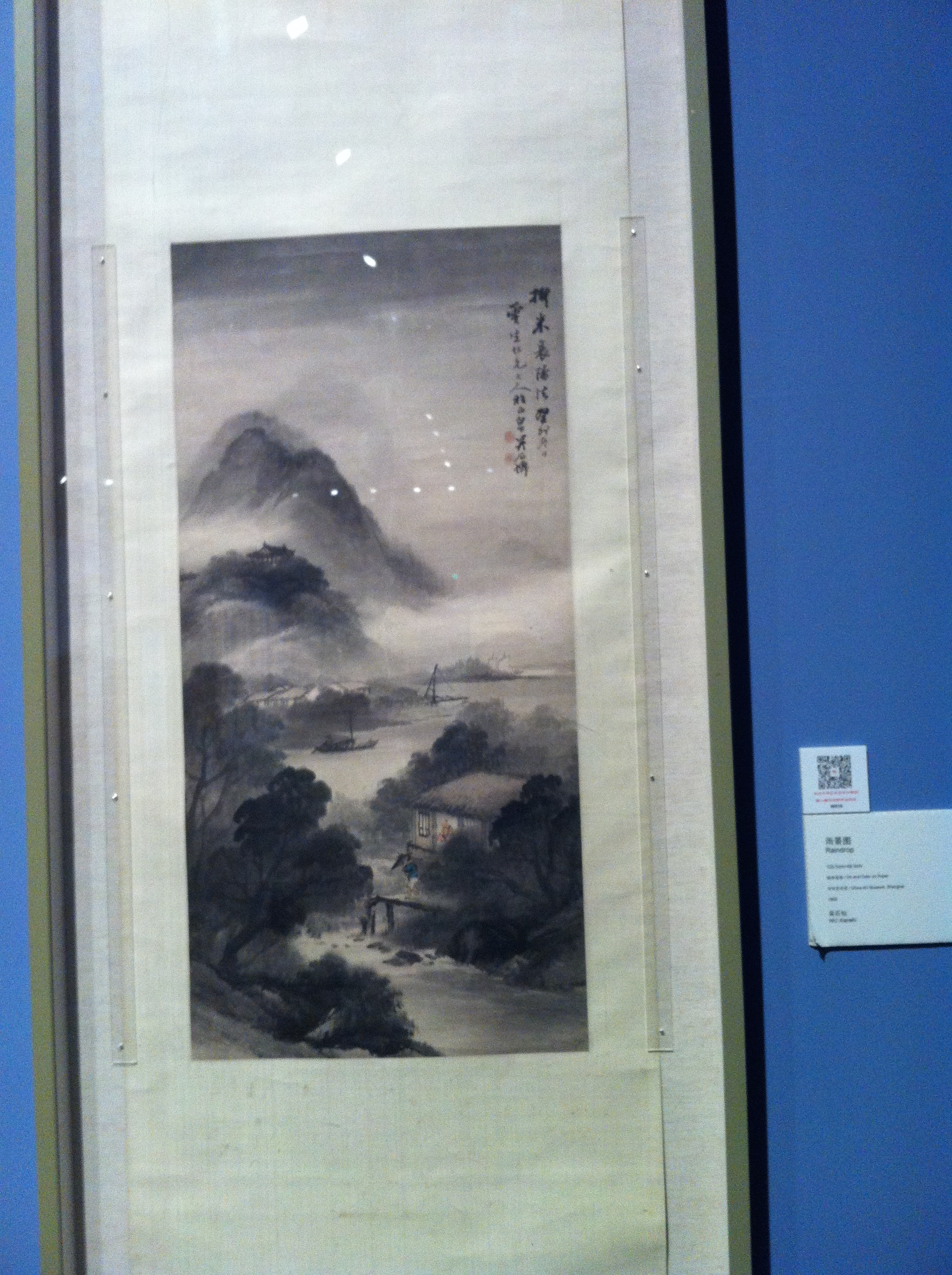
paysage sur rouleau suspendu
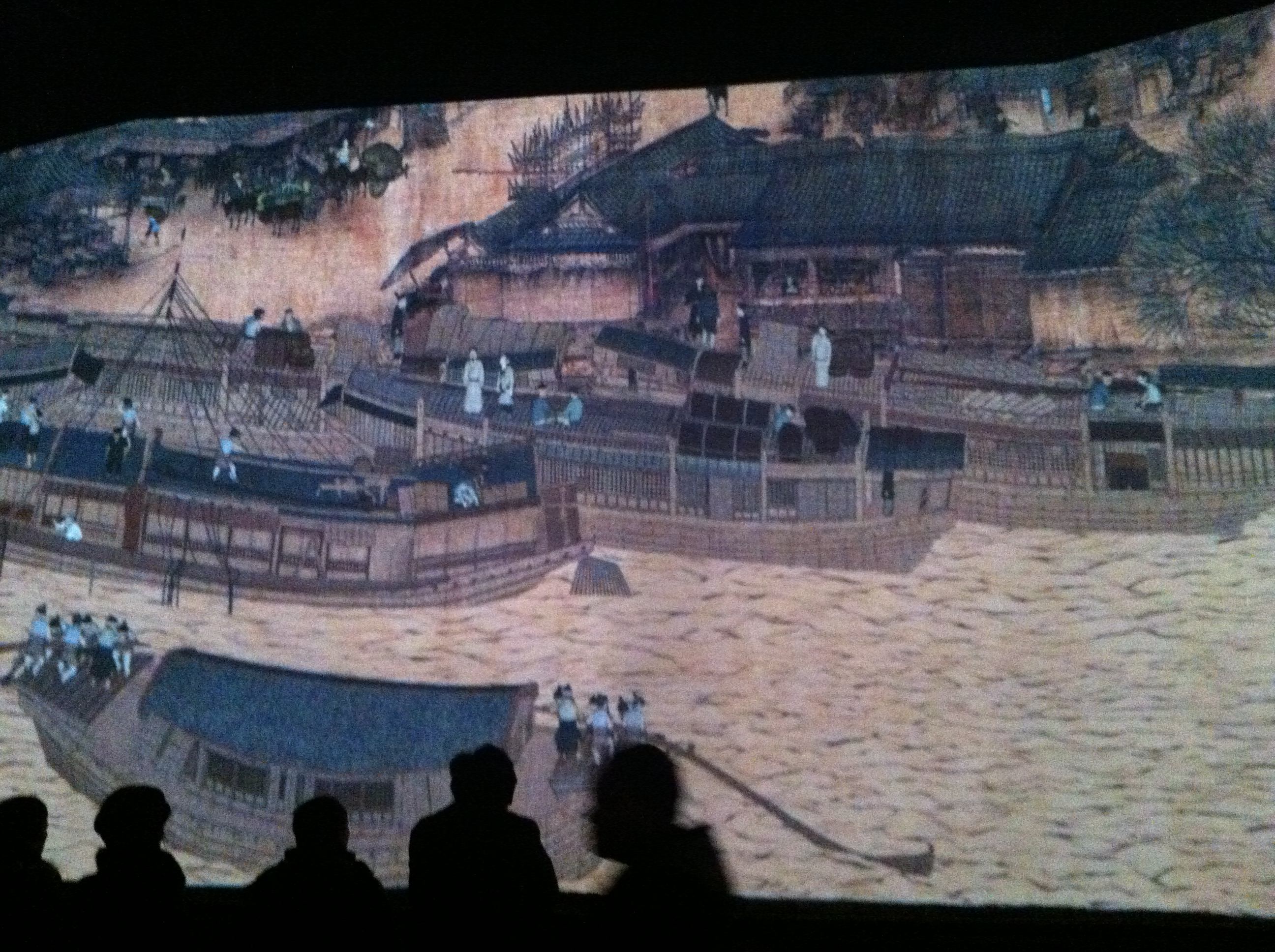
Version animée du rouleau « Jour de Qingming au bord de la rivière »